# Červený a černý
Červený a černý (někdy se používá Červená a černá, v originále Le Rouge et le noir, 1830) je román francouzského spisovatele Stendhala. Román popisuje rozpor ambiciózního hlavního hrdiny Juliána Sorela mezi vojenskou kariérou a úspěchem v kariéře duchovního. Název knihy se interpretuje různými způsoby: červená barva má symbolizovat armádu, černá pak klér; v širším kontextu pak červená barva symbolizuje revoluci a černá barva tmářství a despotismus.

## Námět
Námět je z minulosti (konec 20. let 19. století), příběh se odehrává v konkrétních lokalitách v různých, místně určených částech Francie. Prostředí románu obsahuje prvky a motivy venkova i města, především Verrières a Paříže. Námětem je příběh Juliena Sorela, obdivujícího Napoleona, usilujícího o kněžskou kariéru.

## Téma
Dvě hlavní témata: psychologické pohnutky hlavního hrdiny Juliena Sorela, střídání prostředí.

## Motivy
Žebřík – jeden z nejdůležitějších motivů v knize. Symbolizuje touhu hlavního hrdiny po postupu na společenském žebříčku. Objevuje se v kapitolách Procesí, Ctižádostivec, Myšlenky mladé dívky, Je to spiknutí atd. Julián jej v používá, aby získal například  přístup do pokoje paní de Rênal. Žebřík je tedy symbolem sociálního vzestupu, nebezpečí, pádu, souboje mezi rozumem a citem a lidské přirozenosti.

## Postavy
Julien Sorel je ústřední postavou románu, je synem tesaře, v mládí zatracován svým otcem pro svou fyzickou slabost. Nepokrytě obdivuje Napoleona, je cílevědomý, není spokojen se svým postavením, snaží se udělat kariéru, naučí se nazpaměť celou Bibli. Velmi rozporuplný, svazuje ho láska a ctižádost.
Paní de Rênal je manželkou starosty, matka tří dětí. Její manžel není moc velký milovník a tak snáze podlehne kouzlu Juliena, zvláště, co si jej oblíbily i její děti. Přesto po vyzrazení jejich poměru volí svou rodinu, ale nikdy na Juliena nezapomene.
Mathilde de la Mole' je dcerou významného šlechtice, mladá, má vše na co si vzpomene. Zpočátku Julienovi klade odpor, netrvá však dlouho a bezhlavě se do něj zamiluje. Po incidentu ve Verrières se ho snaží zachránit, ale zbytečně. Po Julienově smrti se provdá za pařížského šlechtice.

## Děj
Děj je rozdělen na jednotlivé události.
Julián Sorel je synem tesaře, narodil se ve Verrières. Nepokrytě obdivuje Napoleona, rád se věnuje knihám a sní o kariéře kněze. Jeho zájmy jsou však v rozporu se zájmy jeho otce a dvou bratrů.
Jednou se pan de Rênal, verrièreský starosta, rozhodl, že Juliána zaměstná jako vychovatele svých tří dětí, jelikož uměl dobře latinsky, znal celou bibli a měl se stát knězem. Julián jeho nabídku rád přijal a okamžitě musel nastoupit. Děti si Juliána velice oblíbily a časem jeho vztah s ženou starosty, paní de Rênal, přerostl v milostný. Po čase pan de Rênal pojal podezření a poslal tedy Juliána pryč do kněžského učení do Besançonu.
Zde byl ze začátku Julián neoblíbený, ale časem si, za podpory ředitele semináře abbé Pirrarda, oblibu získal. Poté abbé Pirrard odstoupil a odstěhoval se. V Paříži se setkal s hrabětem de la Mole, který chtěl Juliána přijmout za svého sekretáře. Julián se tedy usídlil v Paříži.
Při práci pro pana de la Mole se Julián seznámil s pařížskou vyšší třídou. Časem se však zamiloval do dcery pana de la Mole, Mathildy, která jeho lásku opětovala, následně otěhotněla. Řekla to svému otci, ten sice zuřil, avšak udělal z Juliena husarského nadporučíka de la Vernaye. Julián byl šťastný, ale dlouho mu to nevydrželo. Paní de Rênal napsala dopis hraběti de la Mole. Psala v něm, že Julián Matyldu jen využil k lepšímu mocenskému postavení, stejně jako kdysi využil ji. Jakmile Julián dopis dočetl, vydal se do Verrières, kde v kostele paní de Rênal postřelil. Za tento čin byl odveden do vězení a čekal na soud. Ve vězení ho navštěvovala paní de Rênal, jejíž zranění nebylo životu nebezpečné, a Matylda velice žárlila, ale přesto se snažila, aby Julián nebyl odsouzen k smrti. Paní de Rênal Juliána navštěvovala každý den, stále jej milovala, a on si uvědomil, že  i on ji miluje. Nakonec byl odsouzen k trestu smrti a byl popraven gilotinou. Paní de Rênal zemřela v náručí se svými třemi dětmi tři dny po jeho pohřbu.